# Zygethobius dolichopus
Zygethobius dolichopus är en mångfotingart som först beskrevs av Chamberlin 1902.  Zygethobius dolichopus ingår i släktet Zygethobius och familjen fåögonkrypare. Inga underarter finns listade i Catalogue of Life.